# حاقه
سوره حاقّه یا الحاقّه در ترتیب مصحف عثمانی شصت و نهمین سوره قرآن است و ۵۲ آیه دارد. این سوره پس از سوره مُلک و پیش از سوره معارج نازل شده و در ترتیب نزول به آن رقم‌های ۶۶ تا ۷۷ داده شده‌است. بنا به سیاق آیاتش از سوره‌های مکی محسوب می‌شود.

## نامگذاری
نام مشهور سوره «الحاقّه» است که به یکی از نام‌های روز قیامت اشاره دارد. علت نام‌گذاری سوره به «حاقّه» به جهت تکرار این واژه در آیات یکم تا سوم آن است. کلمه «الحاقّه» فقط در این سوره به کار رفته‌است و معنای آن هم اشاره به روزی است که وقوع آن حقیقت دارد یا در آن حقیقتِ هر امری آشکار می‌شود. از نام‌های دیگر قیامت که در این سوره آمده‌است، «القارعه» و «الواقعه» است. در کتاب‌های تفسیر نام‌های دیگر این سوره «سلسله» و «واعیه» نیز گزارش شده‌است.

## محتوا و ساختار
هدف اصلی «سوره حاقّه» اثبات حقانیت وقوع قیامت و تهدید تکذیب‌کنندگان آن است. محتوای این سوره به سه بخش اصلی تقسیم می‌شود. بخش ابتدایی (آیات ۱ تا ۱۲) به سرگذشت اقوام پیشین عاد، ثمود، مؤتفکات (سرزمین قوم لوط) و فرعون که به تکذیب پیامبران پرداختند و شرح عذاب نازل شده بر آنان را به‌طور اجمال اشاره دارد و در امان ماندن گروهی از مردم را که به نوح ایمان آوردند و با او در کشتی همراه شدند؛ یادآور می‌شود. در بخش دوم (آیات ۱۳ تا ۳۷) به توصیف اوضاع روز قیامت و چگونگی تقسیم مردم به اصحاب یمین (آنان که نامه اعمالشان را به دست راستشان می‌دهند) و اصحاب شمال (آنان که نامه اعمالشان به دست چپشان داده می‌شود) می‌پردازد و حالات هریک از این دو گروه را بیان می‌کند که شادمانی و سرور و سر انجام خوش نصیب اصحاب یمین می‌گردد و حسرت و افسوس و عاقبت سخت و عذاب دردناک سهم اصحاب شمال در جهان آخرت است. بخش پایانی سوره (آیات ۳۸ تا ۵۲) همراه با قسم‌های بزرگ و تأکید فراوان به اثبات حقانیت قرآن و تصدیق رسالت و دعوت پیامبر اسلام می‌پردازد و وجود پیامبر را بری از نسبت‌های ناروایی مانند شاعری و کاهنی می‌داند.یکی از نکات مهم سوره که در آیات ۴۴ تا ۴۷ آمده‌است به این مطلب اشاره دارد که پیامبر هرگز چیزی را به دروغ به خدا نسبت نمی‌دهد؛ زیرا اگر چنین کند، خدا او را خوار و رسوا خواهد نمود. دو آیه پایانی سوره با اندکی اختلاف در واژگان، در پایان «سوره واقعه» نیز آمده‌است، با این تفاوت که در آیات پایانی این سوره دربارهٔ قرآن کریم و عظمت آن است ولی این آیات در «سوره واقعه» پس از بیان احوال نیکوکاران و بدکاران در روز قیامت آمده‌است.

### ترجمه
به نام خداوند بخشنده بخشایشگر (روز رستاخیز) روزی است که مسلماً واقع می‌شود! (۱) چه روز واقع شدنی! (۲) و تو چه می‌دانی آن روز واقع شدنی چیست؟! (۳) قوم «ثمود» و «عاد» عذاب کوبنده الهی را انکار کردند (و نتیجه شومش را دیدند)! (۴) اما قوم «ثمود» با عذابی سرکش هلاک شدند! (۵) و اما قوم «عاد» با تندبادی طغیانگر و سرد و پرصدا به هلاکت رسیدند، (۶) (خداوند) این تندباد بنیانکن را هفت شب و هشت روز پی در پی بر آنها مسلط ساخت، (و اگر آنجا بودی) می‌دیدی که آن قوم همچون تنه‌های پوسیده و تو خالی درختان نخل در میان این تند باد روی زمین افتاده و هلاک شده‌اند! (۷) آیا کسی از آنها را باقی می‌بینی؟! (۸) و فرعون و کسانی که پیش از او بودند و همچنین اهل شهرهای زیر و رو شده (قوم لوط) مرتکب گناهان بزرگ شدند، (۹) و با فرستاده پروردگارشان مخالفت کردند؛ و خداوند (نیز) آنها را به عذاب شدیدی گرفتار ساخت! (۱۰) و هنگامی که آب طغیان کرد، ما شما را سوار بر کشتی کردیم، (۱۱) تا آن را وسیله تذکری برای شما قرار دهیم و گوشهای شنوا آن را دریابد و بفهمد. (۱۲) به محض اینکه یک بار در «صور» دمیده شود، (۱۳) و زمین و کوه‌ها از جا برداشته شوند و یکباره در هم کوبیده و متلاشی گردند، (۱۴) در آن روز «واقعه عظیم» روی می‌دهد، (۱۵) و آسمان از هم می‌شکافد و سست می‌گردد و فرومی‌ریزد! (۱۶) فرشتگان در اطراف آسمان قرارمی‌گیرند (و برای انجام ماموریتها آماده می‌شوند)؛ و آن روز عرش پروردگارت را هشت فرشته بر فراز همه آنها حمل می‌کنند! (۱۷) در آن روز همگی به پیشگاه خدا عرضه می‌شوید و چیزی از کارهای شما پنهان نمی‌ماند! (۱۸) پس کسی که نامه اعمالش را به دست راستش دهند (از شدت شادی و مباهات) فریاد می‌زند که: «(ای اهل محشر!) نامه اعمال مرا بگیرید و بخوانید! (۱۹) من یقین داشتم که (قیامتی در کار است و) به حساب اعمالم می‌رسم!» (۲۰) او در یک زندگی (کاملاً) رضایتبخش قرار خواهد داشت، (۲۱) در بهشتی عالی، (۲۲) که میوه‌هایش در دسترس است! (۲۳) (و به آنان گفته می‌شود:) بخورید و بیاشامید گوارا در برابر اعمالی که در ایام گذشته انجام دادید! (۲۴) اما کسی که نامه اعمالش را به دست چپش بدهند می‌گوید: «ای کاش هرگز نامه اعمالم را به من نمی‌دادند. (۲۵) و نمی‌دانستم حساب من چیست! (۲۶) ای کاش مرگم فرا می‌رسید! (۲۷) مال و ثروتم هرگز مرا بی‌نیاز نکرد، (۲۸) قدرت من نیز از دست رفت!» (۲۹) او را بگیرید و دربند و زنجیرش کنید! (۳۰) سپس او را در دوزخ بیفکنید! (۳۱) بعد او را به زنجیری که هفتاد ذراع است ببندید؛ (۳۲) چرا که او هرگز به خداوند بزرگ ایمان نمی‌آورد، (۳۳) و هرگز مردم را بر اطعام مستمندان تشویق نمی‌نمود؛ (۳۴)از این رو امروز هم در اینجا یار مهربانی ندارد، (۳۵) و نه طعامی، جز از چرک و خون! (۳۶) غذایی که جز خطاکاران آن را نمی‌خورند! (۳۷) سوگند به آنچه می‌بینید، (۳۸) و آنچه نمی‌بینید، (۳۹) که این قرآن گفتار رسول بزرگواری است، (۴۰) و گفته شاعری نیست، اما کمتر ایمان می‌آورید! (۴۱) و نه گفته کاهنی، هر چند کمتر متذکر می‌شوید! (۴۲) کلامی است که از سوی پروردگار عالمیان نازل شده‌است! (۴۳) اگر او سخنی دروغ بر ما می‌بست، (۴۴) ما او را با قدرت می‌گرفتیم، (۴۵) سپس رگ قلبش را قطع می‌کردیم، (۴۶) و هیچ‌کس از شما نمی‌توانست از (مجازات) او مانع شود! (۴۷) و آن مسلماً تذکری برای پرهیزگاران است! (۴۸) و ما می‌دانیم که بعضی از شما (آن را) تکذیب می‌کنید! (۴۹) و آن مایه حسرت کافران است! (۵۰) و آن یقین خالص است! (۵۱) حال که چنین است به نام پروردگار بزرگت تسبیح گوی! (۵۲)

## فضیلت قرائت
در روایتی از ابی بن کعب از پیامبر اسلام منقول است: «کسی که سوره الحاقه را قرائت کند، خداوند در روز قیامت حسابرسی او را آسان خواهد نمود.» خواندن این سوره در نمازهای واجب و مستحبی توصیه شده‌است چنانچه جابر جعفی از محمد باقر روایتی به این مضمون نقل کرده‌است: «سوره حاقه را زیاد بخوانید. چرا که قرائت آن در نمازهای واجب و نوافل از نشانه‌های ایمان به خدا و رسول اوست و دین قرائت کننده سوره تا روزی که خدا را ملاقات کند، از او گرفته نمی‌شود.»